# 拟皱短浆蟹
拟皱短浆蟹（学名：Thalamita procorrugata）为梭子蟹科短浆蟹属的动物。在中国大陆，分布于海南岛等地，多见于海水。该物种的模式产地在海南岛。